# Dirty Doering
Dirty Doering est un producteur et DJ allemand, gérant du label discographique de house berlinois Katermukke.

## Biographie
Dans les années 1980, Doering émigre de la RDA vers l'Ouest avec sa mère et grandit à Baden-Baden. Selon ses propres dires, c'est à l'âge de 15 ans qu'il commence à fréquenter les clubs, à acheter des 33 tours et à jouer avec un ami à la maison avec deux platines. S'en suivent, dès l'adolescence, des concerts dans de petits clubs de Baden-Baden ou de Karlsruhe. Comme les soirées dans les clubs de techno comme Ostgut ou Sternradio ne duraient pas aussi longtemps à l'époque, il organise des afterhours dans son appartement, où il mixe lui-même et rencontrait de nombreuses personnalités de la scène techno. Il devient finalement DJ résident à Sternradio et commence à gagner sa vie en mixant à partir de 2004. Dans les années qui suivent, il joue et continue de jouer dans de nombreux clubs berlinois, comme le Sisyphos, le Tresor, le Golden Gate, le Watergate, le Club der Visionäre, Wilde Renate, Ritter Butzke, mais aussi en tant que résident au Bar 25, qui ferme entre-temps, au Kater Holzig, le club qui lui succède et qui fermera également, et au Kater Blau.
Il est ensuite booké dans de nombreux autres clubs du monde entier et se produit lors de festivals tels que Fusion ou Melt!, et au niveau international, par exemple au Sónar.
Doering fonde et gère plusieurs labels, comme Katermukke, pour lequel il dépose une marque verbale à son nom en 2013, ou le label Allyoucanbeat en collaboration avec Housemeister. Sa musique est également distribuée par Rauschenbach Music. Parmi ses productions connues figurent I Would, Dr. Nagel (remix de Christopher Schwarzwälder), El Matematico (remix de Dirty Doering), Été pluvieux ou Sommer (remix de Dirty Doering). Son style de DJ couvre une large palette de techno au sens large, de la tech house et de la deep house à la techno minimale. 
Le journal autrichien Kleine Zeitung considère Doering comme « l'une des personnes les plus influentes de la scène club berlinoise » et son label Katermukke comme l'un des « principaux labels de musique électronique ». En janvier 2021, Dirty Doering discute avec Der Tagesspiegel de sa participation à des événements sur l'île de Zanzibar.

## Discographie

### Albums de mix
- 2013 : Pan-Pot und Dirty Doering – SonneMondSterne X7 (2xCD, Kontor Records)
- 2014 : Faze In The Mix 034 (Fazemag.de)
- 2017 : I Don't Think So (2xCD, Kontor Records)
- 2019 : Dirty Doering - I Love Mukke (DJ Mix) (Mukke)
- 2019 : Dirty Doering - We Are Katermukke (DJ Mix) Part1 (Katermukke)
- 2020 : Dirty Doering und Einmusik - Merging Distances (DJ Mix) (Einmusika)
- 2020 : Dirty Doering - I Play Mukke (DJ Mix) (Mukke)
- 2020 : Dirty Doering - We Are Katermukke (DJ Mix) Part 2 (Katermukke)
- 2021 : Dirty Doering - We Are Katermukke (DJ Mix) Part 3 (Katermukke)

### Singles et EP notables
- 2007 : Saubermann EP (All You Can Beat)
- 2008 : Housemeister - Whatyouwant (Dirty Doering Remix) (All You Can Beat)
- 2009 : Papa Loco (Rauschenbach Music)
- 2009 : Station 25 (BAR25)
- 2009 : Oliver Koletzki - Sinceyouraregone (Dirty Doering Remix) (Stil Vor Talent)
- 2009 : Dirty Doering - Dubbie Kid's Rock (Bar 25)
- 2010 : I Would (BAR25)
- 2010 : Masada (Rauschenbach Music)
- 2010 : Loco Remixes (Damage Music Berlin)
- 2010 : Chili Gonzales - I Am Europe (Dirty Doering Remix) (Boysnoize Records)
- 2011 : Bonaparte - Wir Sind Keine Menschen (Dirty Doering Remix) (Staatsakt)
- 2011 : Casino aquatique (Katermukke)
- 2012 : Été pluvieux (Dantze)
- 2012 : Console - Cutting Time (Dirty Doering Remix) (Disko B)
- 2013 : Ron & Zacapa (avec Sascha Cawa) (Katermukke)
- 2013 : Bye Bye Katerholzig EP (avec Sascha Cawa) (Katermukke)
- 2013 : Lexy and K-Paul - Your Name feat. Chefket (Dirty Doering & Sascha Cawa Remix) (Music Music)
- 2017 : Dirty Doering - Emma Wong EP (Mukke)
- 2017 : Pilocka Krach - Dogs Are In the House (Dirty Doering & Sascha Cawa Remix) (Katermukke)